# Constantine Dafermos
Constantine Michael Dafermos (em grego:  Κωνσταντίνος Δαφέρμος; Atenas, 26 de maio de 1941) é um matemático grego.
Dafermos estudou engenharia civil na Universidade Nacional Politécnica de Atenas obtendo a graduação em 1964, com doutorado em mecânica em 1967 na Universidade Johns Hopkins, orientado por Jerald Ericksen, com a tese On the existence and the asymptotic stability of solutions to the equations of linear thermoelasticity. Em 1968 foi professor assistente na Universidade Cornell em em 1971 professor associado e em 1975 professor de Matemática Aplicada na Universidade Brown.
Em 2012 tornou-se fellow da American Mathematical Society. Desde 2011 é membro estrangeiro da Accademia Nazionale dei Lincei, e desde 2001 da Academia de Artes e Ciências dos Estados Unidos.
Possui a cidadania estadunidense.

## Obras
- Hyperbolic Conservation Laws in Continuum Physics, 3. Edição, Springer Verlag 2010
- Editor com Eduard Feireisl Handbook of Differential Equations, Elsevier/North Holland 2004
- Editor com J. L. Bona Dynamical Problems in Continuum Physics, Springer 1987
- Editor com Milan Pokorny Evolutionary Equations, North Holland/Elsevier 2009